# Onofrio Abbate
Onofrio Abbate, od roku 1882 Abbate Pascià, (29. února 1824, Palermo – 11. října 1915, Káhira) byl italský lékař, přírodovědec a spisovatel.

## Životopis
Po ukončení studia se zabýval oftalmologií a v roce 1845 emigroval do Egypta. Vstoupil do služeb chediva a působil také jako ředitel nemocnice v Alexandrii. Spolu s egyptským vojskem se jako lékař zúčastnil Krymské války. Od roku 1859 byl členem Egyptského institutu, později se stal jeho viceprezidentem.
Je autorem řady spisů na medicínská témata, ale psal i o historii a geografii Egypta.
V roce 1843 vytvořil libreto pro oratorium Il giudizio universale Pietra Raimondiho.
Za své zásluhy pro Egypt byl jmenován v roce 1882 pašou. Závěr života strávil v paláci v Gíze, přímo u pyramid.

## Dílo
- 1843, Un basso-rilievo di Beni-Hassan: interpretazioni medico-archeologiche
- 1883, Questions hygieniques sur la ville du Caire
- 1898, Ancienneté et phénomènes spéciaux de quelques plantes de l'Égypte
- 1899, L'Egitto e la Sicilia nei loro antichi rapporti
- 1909, Egyptiaca
- 1915, Le Soudan sous le règne du Khédive Ismail